# Catacomba di Santa Mustiola
La catacomba di Santa Mustiola si trova a nord-est di Chiusi, sulla strada per il lago di Chiusi. Insieme a quella, più piccola, di Santa Caterina d'Alessandria, è l'unica finora individuata in Toscana continentale.

## Storia e descrizione
Scoperta nel 1634 o, secondo altre fonti, nel 1643, si fa risalire al III secolo. La catacomba è articolata in una serie di gallerie che si affacciano su due arterie principali, con le pareti segnate da iscrizioni, simboli e segni.
Le tombe sono prevalentemente ad arcosolio e loculi, disposti in file verticali irregolari. Particolare è la presenza di un arcosolio polisomo, cioè destinato a contenere più corpi, coperto da tegoloni.
Vi si trova il sepolcro originario di santa Mustiola, qui inumata nel 274 e poi trasferita nella cattedrale di San Secondiano. Il suo culto è attestato dal IV secolo e sopra la sua tomba fu costruita nel V secolo una basilica poi ricostruita nel 728, e demolita nel XIX secolo.
La cripta, con interessanti arredi arcaici, è il cuore della struttura: probabilmente era un'antica tomba di una famiglia poi divenuta cristiana; da essa si dipartono i cunicoli sostenuti da strutture di archi in mattoni. In fondo alla cripta è un altare, dietro è l'antica cattedra e a destra un'iscrizione in marmo della tomba del primo vescovo di Chiusi, Lucio Petronio Destro, che morì nel 322. L'iscrizione più antica è quella di Redenta, morta nel 290.